# Liana Issakadze
Liana Issakadze (georgià: ლიანა ისაკაძე)  (Tbilisi, 2 d'agost de 1946 - Tbilisi, 5 de juliol de 2024) va ser una violinista georgiana, també coneguda com a directora d'orquestra i musicòloga.
Artista del Poble de l'URSS (1988) i tres vegades guanyadora del Premi Estatal de Geòrgia (1979, 1983, 2002), des de principis de la dècada del 1990 va viure a Alemanya i França, i va fer gires per tot el món. A partir de la dècada de 1990 va tocar un violí fabricat per Andrea Guarneri el 1678 (instrument proporcionat per un mecenes alemany)

## Biografia
Nascuda a Tbilissi, capital de la llavors Geòrgia soviètica, Liana Issakadze va ingressar a l'escola de música als set anys. Sota el mestratge del professor Leo Xiukashvili, va sobresortir i als nou anys ja actuava amb l'Orquestra Simfònica de l'Estat. El 1956 va interpretar el seu primer concert com a violí solista. El 1956 va participar en el Concurs Internacional de Moscou. Encara que era més jove que els altres participants, va interpretar el programa per a adults. El president del festival era el famós violinista David Óistrakh.
David Óistrakh va tenir un paper destacat en la seva vida. És ell qui va insistir perquè es gradués a l'Escola Musical Central un any abans perquè fos acceptada a la seva classe al Conservatori Estatal de Moscou, sense haver de fer l'examen d'ingrés.
Després de la seva etapa al conservatori, Liana va treballar com a assistent d'Óistrakh durant dos anys. Tocava a la seva orquestra quan dirigia concerts de Beethoven i Txaikovski.
El 1965 va ser guardonada amb el "Grand Prix" al Concurs Internacional Marguerite Long i Jacques Thibaud (París). El 1970 va participar en el Concurs Txaikovski (Moscou) on va quedar en tercer lloc. El 1970 va participar en el Concurs Internacional de Violí Jean Sibelius (Hèlsinki) on va quedar en primer lloc.
De 1970 a 1994 fou solista de la Filharmònica de Moscou. A partir del 1981, va simultaniejar aquesta càrrec amb el de directora de l'Orquestra de Cambra de Geòrgia, (durant 15 anys en fou director artística i directora principal). El 1990, a causa de la difícil situació de l'economia georgiana, el grup es va traslladar a Ingolstadt, Alemanya. El 1992 va fundar l'Acadèmia David Óistrakh d'instruments de corda en aquesta ciutat.
Issakadze tenia un ampli repertori: va tocar concerts de violí de L. Beethoven, A. Vivaldi, F. Mendelssohn, J. Sibelius, A. Schoenberg, S. Prokófiev, D. Xostakóvitx, E. Chausson, O. Taktakixvili; sonates de J. Brahms, E. Grieg, E. Ysaÿe; obres de N. Paganini, F. Schubert, H. Wieniawski, G. Fauré, P. Sarasate, C. Saint-Saëns, C. Debussy, F. Kreisler, P.I. Txaikovski, R. Glière, L. Boccherini, G. Gershwin, J.S. Bach, L. Bernstein, etc.
Del 1964 al 1981 Liana va tocar un violí Stradivarius, que va ser un regal de la Col·lecció Estatal de Violí a Moscou. Des de 1965 va fer de violí solista amb les orquestres de directors tan destacats com Jiří Kout, Paavo Berglund, Vladímir Verbitski, Jiří Bělohlávek, Valeri Guérguiev, Yehudi Menuhin, Eri Klas, Aleksandr Dmítriev, Kurt Masur, Thomas Sanderling, Michail Jurowski, Jukka-Pekka Saraste, Hiroyuki Iwaki, Rudolf Kempe, Václav Neumann, Mariss Jansons, Yan Pascal Tortelier, Herbert Blomstedt, Gintaras Rinkevičius, Neeme Järvi, Dmitri Liss i Charles Dutoit. També va fer gires per l'estranger com a solista i directora, com a part de conjunts de cambra (França, Alemanya, Romania, Països Baixos, Japó, Mèxic, Àustria, Iugoslàvia, Cuba, Finlàndia, Suècia, Polònia, RDA, Itàlia, Regne Unit). Va actuar a les sales de concerts més importants: Carnegie Hall a Nova York (1995), La Scala a Milà (1996), Concertgebouw a Amsterdam (1996-1997), a la Salle Pleyel de París (1996), amb l'Orquestra Simfònica Estatal de Moscou (1997-1998), a Múnic (1996-1997), amb l'Orquestra Simfònica de Tòquio (2001), l'Orquestra Simfònica Acadèmica de la Filharmònica de Sant Petersburg; ha participat en festivals internacionals de música a Locarno amb l'Orquestra Simfònica d'Anvers (1997), a Estrasburg, Hèlsinki (1997), al festival Pau Casals de Canes (1997) i Ivo Pogorelić (1997), "Músics fent broma" (rus: Музыканты шутят - Moscou), "Serenates nocturnes" (Pitsunda), al Festival d'Art de Geòrgia (Borjomi), al Festival de Música de Cambra (Eichstätt) i altres.
Va tocar música de cambra al costat d'intèrprets tan destacats com ara Gustav Rivinius, Aleksandr Slobodiànik, Maksim Venguérov, Barbara Hendricks, Gidon Kremer, Franz Hummel, Natàlia Gutman, Grigori Jislin, Aleksandr Rudin, David Geringas, Frida Bauer, Maria Iúdina, Ígor Óistrakh, Dmitri Alekséiev, Ivan Monighetti, Eduard Brunner, Iuri Baixmet, Aleksandr Kniàzev, Aleksei Lubímov, Justus Frantz, Arto Noras, Dmitri Sitkovetski, Víktor Tretiakov i molts altres.
Va dirigir nombroses orquestres de cambra europees (Àustria, Finlàndia, Itàlia, Alemanya, Suècia, Eslovàquia, Suïssa, França, Espanya), així com l'Orquestra Simfònica de Malmö, la Reial Orquestra Filharmònica d'Estocolm (ambdues a Suècia), l'Orquestra Filharmònica de Berlín, l'Orquestra Filharmònica de Praga i l'Orquestra de l'Acadèmia Nacional de Santa Cecília.
El 2009 va formar una Orquestra de Cambra de Joves Músics de l'Europa del Sud i de l'Est. El Ministeri d'Afers Exteriors d'Alemanya va donar suport a aquesta iniciativa.
Del 26 de març de 1989 al 26 de desembre de 1991, Isakadze també va ser diputada del poble de la Unió Soviètica. Ha estat guardonada, entre d'altres, amb el títol d'Artista del Poble de l'URSS (1988), d'Artista Meritori de l'RSS de Geòrgia (1970), amb Premi Estatal de Geòrgia (1975, 1983, 2002) i amb l'Orde d'Honor de Geòrgia (1998, 2002)
Després de 2011, Liana va formar un conjunt-orquestra anomenat "Virtuosos de Facebook". Els músics que van participar en aquesta iniciativa eren músics famosos de diversos països i són amics de Facebook. Les seves primeres actuacions van tenir lloc als Festivals Liana Isakadze d'"Amics de Facebook" i "Serenates nocturnes" a l'agost de 2011 a Batumi (Geòrgia).